# Alpiarça
Alpiarça is een plaats en gemeente in het Portugese district Santarém.
De gemeente heeft een totale oppervlakte van 96 km² en telde 8024 inwoners in 2001.

## Bezienswaardigheid
- Het museum Casa dos Patudos, huis van de politicus José Relvas met een bijzondere collectie schilderijen, meubels en andere kunstvoorwerpen.

## Stedenband
- Champigny-sur-Marne (Frankrijk), sinds 2006